# Francisco Núñez Olivera
Francisco Núñez Olivera (Bienvenida, 13 december 1904 – aldaar, 29 januari 2018) was een Spaanse veteraan die sinds de dood van de bijna 114-jarige Pools-Israëlische Yisrael Kristal op 11 augustus 2017 de oudste man ter wereld was.

## Biografie
Francisco 'Marchena' Núñez Olivera werd geboren in Bienvenida in de regio Extremadura. Hij was negen jaar toen de Eerste Wereldoorlog uitbrak en werd zelf in de jaren 20 van de 20e eeuw veteraan tijdens de Rifoorlog. Verder was Francisco actief op zijn familieakker, waar hij olijfbomen en wijnstokken cultiveerde.
Núñez Olivera werd de oudste nog levende Spanjaard bij de dood van de 112-jarige oudste man ter wereld Salustiano Sanchez in 2013. Omdat Sanchez in de Verenigde Staten leefde, volgde hij in Spanje zelf de 111-jarige Francisco Fernández Fernández op, die tevens de oudste Europeaan was geweest. Na het overlijden van de 110-jarige Fransman Philippe Vocanson op 18 januari 2015 werd hij ook de oudste Europeaan en na het overlijden van voornoemde Yisrael Kristal op 11 augustus 2017 de oudste man ter wereld; dit was lange tijd niet zeker omdat zijn geboortecertificaten verloren waren gegaan tijdens een brand in de Spaanse Burgeroorlog.
Núñez Olivera woonde zijn leven lang in zijn geboortedorp en werd 113 jaar en 47 dagen oud. Twee dagen na zijn overlijden werd zijn leeftijd alsnog geverifieerd. Hij werd als oudste man ter wereld opgevolgd door Masazo Nonaka uit Japan.